# Ropczyce
Ropczyce è un comune urbano-rurale polacco del distretto di Ropczyce, nel voivodato della Precarpazia.
Ricopre una superficie di 138,99 km² e nel 2004 contava 25 965 abitanti.